# James A. Porter
James Amos Porter (22 de dezembro de 1905 - 28 de fevereiro de 1970) foi um historiador de arte, artista e professor afro-americano. Ele é mais conhecido por estabelecer o campo da história da arte afro-americana e foi influente no movimento de arte afro-americana.

## Infância e educação
Porter nasceu em Baltimore, Maryland, em 22 de dezembro de 1905. Seu pai era um ministro Episcopal Metodista Africano e sua mãe era professora. Seu irmão John o ensinou a pintar. Ele freqüentou escolas em Washington DC entre 1918 e 1923, e mais tarde frequentou a Howard University . Sob a direção de James V. Herring, chefe do Departamento de Arte da Howard University, Porter estudou pintura, desenho e história da arte. Porter se formou na Howard University em 1926. Ele também estudou no Teachers College, Columbia University.

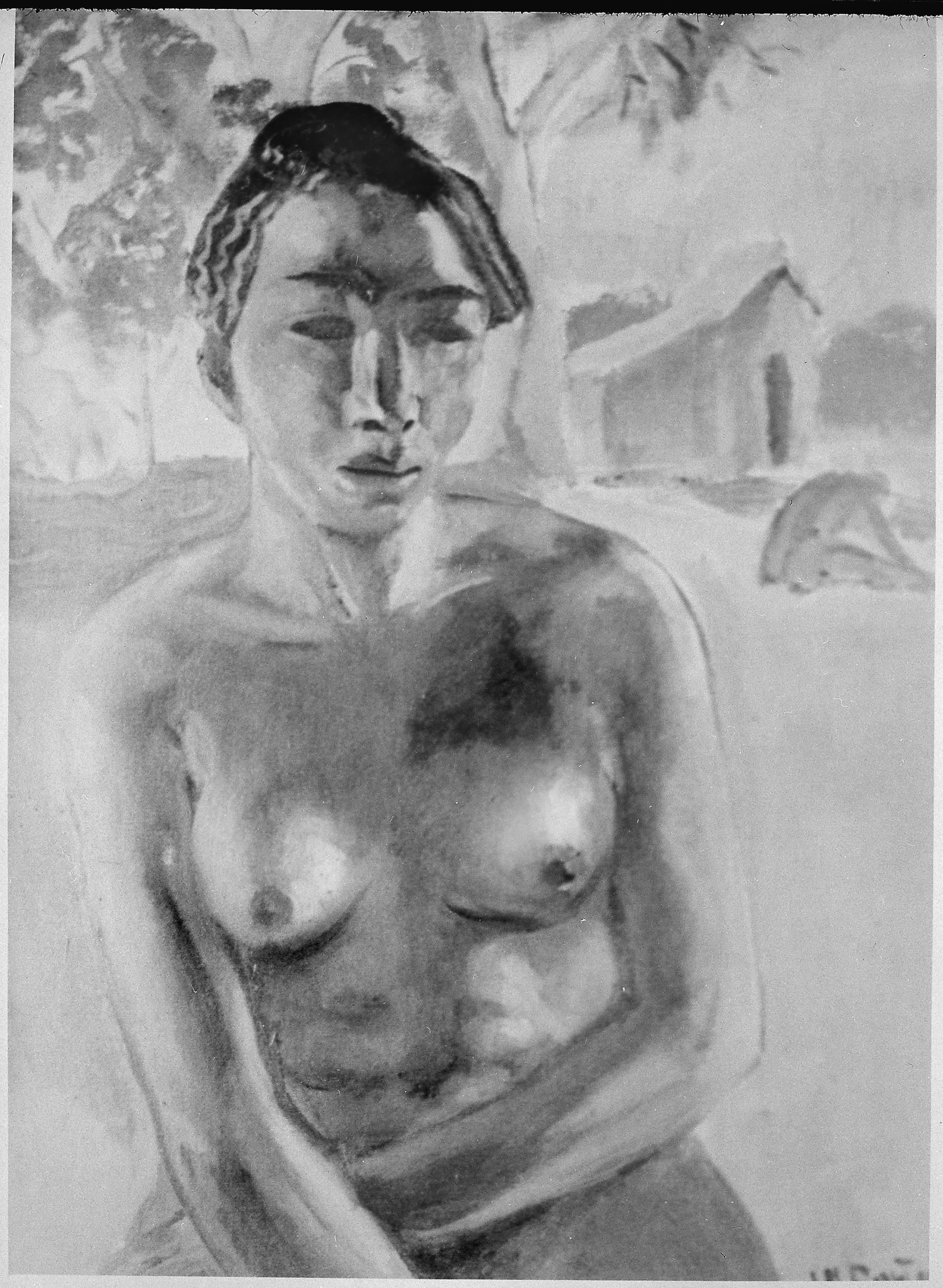
James A. Porter, Nu Africano, 1934. Coleção da Fundação Harmon

Após a formatura, Porter aceitou um cargo como instrutor de pintura e desenho na Howard University . Mais tarde, ele se tornou presidente do departamento de arte, cargo que ocupou até sua morte em 1970. Porter frequentou o The Art Institute of New York City . Mais tarde, ele estudou na Art Students League de Nova York . Porter recebeu uma bolsa em 1935 do Instituto de Educação Internacional e recebeu uma bolsa da Fundação Rockefeller que lhe permitiu estudar arte na Europa. Estudou arte barroca no Instituto de Arte e Arqueologia da Sorbonne . Ele retornou aos Estados Unidos, onde frequentou a Universidade de Nova York, graduando-se em 1937 com mestrado em história da arte. A tese de mestrado de Porter, mais tarde tema de seu influente livro, Modern Negro Art, focava na arte e nos artistas afro-americanos.

## Carreira
Porter lecionou na Howard University por mais de quarenta anos, junto com artistas como James Lesesne Wells e Lois Mailou Jones . Ele chefiou o Departamento de Arte e atuou como Diretor da Galeria de Arte de 1953 a 1970. David Driskell, um dos alunos de Porter em Howard, lembrou em uma entrevista com Xavier Nicholas que ele era o único aluno em sua aula de "Arte Negra" um semestre, mas "Ele ensinou esse curso como se tivesse cem alunos lá, e eu estava o único."
Ele publicou Modern Negro Art em 1943, o primeiro estudo abrangente nos Estados Unidos da arte afro-americana. Porter colocou decisivamente os artistas afro-americanos no quadro da arte americana. Ele foi o primeiro a reconhecer e documentar as contribuições significativas desses artistas para a história da arte americana. Com a abordagem sistemática de Porter, a Modern Negro Art tornou-se e ainda é a base da história da arte afro-americana e de textos posteriores. O interesse de Porter em artistas de ascendência africana quase esquecidos e muitas vezes ignorados foi despertado pela leitura de um breve artigo sobre o paisagista afro-americano Robert Scott Duncanson . Devido à brevidade do relato, Porter seguiu sua curiosidade para pesquisar Duncanson e outros artistas afrodescendentes.
Porter foi beneficiado com uma bolsa da Fundação Rockefeller em 1945. Ele tirou uma licença do ensino e passou um ano em Cuba de 1945 a 1946, estudando arte e cultura em Cuba e no Haiti. No Haiti, os temas de Porter incluíam a classe camponesa e as paisagens do país. Enquanto seu trabalho no Haiti se concentrava em assuntos semelhantes aos de outros artistas negros que buscavam inspiração no Haiti, como William E. Scott e Aaron Douglas, sua abordagem ao assunto era diferente. Ele não pintou seus temas haitianos como simplesmente pitorescos e criou figuras monumentais das "mulheres do mercado" que viu. As pinturas e a escrita de Porter encorajaram os americanos a resistir ao desejo de viajar para o Haiti e se perder na qualidade pitoresca que possui na superfície. Em um ensaio que Porter escreveu em 1946 para a Opportunity Magazine intitulado "Picturesque Haiti", ele escreveu: "É muito fácil cometer o erro estético tão facilmente cometido na presença do novo e do estranho, ou seja, da vida haitiana ou paisagem, 'Oh, que pitoresco!' " Enquanto suas pinturas feitas no Haiti apresentavam os mesmos personagens que outros artistas da época, ele cercava essas figuras não com a generosidade de uma ilha tropical imaginada, mas com detritos urbanos. A representação das pressões e lutas econômicas que moldaram o mundo dos haitianos que pintou separa seu trabalho de outros artistas inspirados no Haiti antes dele. Sua pesquisa minuciosa no Haiti, Cuba e África Ocidental estimulou seus cursos de criação em Howard em "Arte Latino-Americana" e "Arte e Arquitetura Africana". Em 1955, ele foi premiado com uma bolsa do Seminário de Arte Belga-Americana e estudou arte flamenga e holandesa do século XVI ao XVIII enquanto estava na Bélgica. Com uma bolsa do jornal Evening Star, Porter viajou para a África do Sul em 1963 para estudar arquitetura da África Ocidental. Ele completou vinte e cinco pinturas com temas sul-africanos durante seu tempo no país.
O trabalho de Porter foi mostrado em muitas exposições coletivas durante seus quarenta anos de carreira. Em 1940, seu trabalho foi exibido na American Negro Exposition em Chicago e, em 1948, ele montou uma exposição individual de seu trabalho na Barnett-Aden Gallery em Washington, D.C.

## Vida pessoal
Durante seus estudos, Porter conheceu Dorothy Burnett, uma bibliotecária na filial do Harlem da Biblioteca Pública de Nova York, onde fez pesquisas. Em 27 de dezembro de 1929, Porter e Burnett se casaram. Eles tiveram uma filha, Constance Porter. Tornaram-se parceiros profissionais e pessoais. Dorothy trabalhou com Porter, fornecendo informações bibliográficas críticas para suas investigações. Ambos trabalharam na Universidade Howard . Dorothy Porter foi diretora da Moorland Foundation, mais tarde conhecida como Moorland-Spingarn Research Center. Ela desenvolveu e catalogou informações sobre artistas afro-americanos.

## Honrarias e legado
James A. Porter deixou um legado cultural e educacional para os apaixonados pela arte afro-americana. O impulso para explorar e documentar firmemente os artistas da diáspora continua até hoje. O trabalho artístico e histórico de Porter fornece uma base sólida sobre a qual os estudiosos atuais e futuros podem construir. Muitos estudiosos devem a Porter a inspiração para sondar as profundezas da cultura visual afro-americana e atestar seu significado para a cultura americana.

— Jefreen Hayes
- Recebeu o Schomburg Portrait Prize, da Harmon Foundation, pela pintura intitulada Woman Holding a Jug (1930).[2]
- Homenageado pelo presidente Lyndon Johnson, no vigésimo quinto aniversário da fundação da National Gallery of Art como um dos homens mais destacados das artes da América.[7]
- Em 1990, a Howard University fundou um colóquio acadêmico em homenagem a Porter e desde então o realiza anualmente. O Colóquio atrai anualmente estudiosos líderes e emergentes no campo de estudo que ele ajudou a estabelecer. Os apresentadores incluíram alunos de Porter, como David Driskell e Tritobia Hayes Benjamin, juntamente com outros estudiosos e artistas importantes, como Lowery Stokes Sims, Richard A. Long, Richard Powell, Michael Harris, Judith Wilson, Samella Lewis e Deborah Willis.[8]

Em 25 de fevereiro de 2010, a Swann Galleries leiloou um imenso arquivo de material de pesquisa acumulado por Porter; consistia em fotografias, cartas, catálogos de exposições, livros de arte, folhetos e dados bibliográficos sobre importantes artistas afro-americanos. Adquiridos pela Emory University, os documentos incluem correspondência de praticamente todos os grandes artistas afro-americanos da década de 1920: Romare Bearden, Lois Mailou Jones, Meta Fuller, Elizabeth Catlett, Hughie Lee-Smith e muitos outros.